# GNUmed
GNUmed是一個供类Unix系统（BSD、Linux與UNIX）、Microsoft Windows、macOS與其他平臺使用的電子健康紀錄(EMR)系統。GNUmed目標是提供尊重病人隱私且基於開放標準的醫學軟體。
GNUmed基於第三方專案，如自由/开放源代码的数据库PostgreSQL，並以Python撰寫。它也支援基於wxPython的图形用户界面。
GNUmed專案由社群開發者所開發與維護。

## 歷史
第一版的GNUmed由Horst Herb所建立。當Herb不再積極開發時，GNUmed的開發就由Karsten Hilbert接手，他也成為了專案的領導者，並重新審閱了一部份的專案。
Karsten Hilbert並不是獨自作戰，許多其他的開發者也加入了團隊並協助專案開發：Syan Tan、Ian Haywood、Hilmar Berger、Sebastian Hilbert、Carlos Moro、Michael Bonert、Richard Terry、Tony Lembke以及其他人。雖然大部份都是程式碼的貢獻，還是有一些其他的貢獻，如Jim Busser與Rogerio Luz Coelho就協助了建立软件文档等等。
此專案选用“GNUmed”这一名称是为了体现其与GNU計劃以及醫學界的关联。它的標誌則结合了角马（Gnu，代表了GNU計劃）與蟒蛇（象征着同名的程式語言和医学专业）。
目前GNUmed的目標是成為既定電子健康紀錄系統的自由软件替代品。 

## 使用
GNUmed主要是用來管理電子健康紀錄。它提供了紙本紀錄的歸檔功能，並為這些紀錄加上後設資料。它還可以執行一些管理工作，如新增病人資料，或是紀錄性的工作，如病人的過敏或免疫紀錄等等。

## 功能
GNUmed支援許多功能，很多都是以外掛程式的形式來拓展核心功能。這些功能從醫學論文紀錄歸檔系統疫苗接種狀態管理等。GNUmed文件系統中提供了一份所有功能的清單。
官方的Wiki上也有一個章節是GNUmed今天可以為我做什麼？其包含了更廣泛的概觀。每個版本都會加入不同的功能。
第三方軟體可以透過GNUmed的介面來與其互動並使用其功能。

## 外部連結
- 官方网站
- GNUmed文件系統
- GNUmed開發者中心 （页面存档备份，存于）
- GNUmed郵件清單歸檔 （页面存档备份，存于）
- GNUmed，存档于（存檔 index）
- 給大眾看的GNUmed （页面存档备份，存于） 給非技術人員（一般使用者與測試員）看的部落格